# Protesi monocompartimentale
La protesi monocompartimentale del ginocchio1-3,5,8 è una protesi mininvasiva che sostituisce un solo comparto articolare affetto da artrosi. Infatti il ginocchio è un'articolazione che contiene al suo interno 3 piccole articolazioni: la femorotibiale (cioè tra femore e tibia) interna, la femorotibiale esterna e la femororotulea (cioè tra femore e rotula). La protesi monocompartimentale può così essere interna, esterna o femororotulea. Nel caso siano colpiti da artrosi 2 dei 3 compartimenti si parla di protesi bicompartimentale7 (nel caso di un abbinamento della femorotibiale interna o esterna con la femororotulea) o di bimonocompartimentale4,6 (nel caso in cui siano abbinate le due femorotibiali, interna ed esterna). Il suo vantaggio è risparmiare tutto ciò che nel ginocchio è integro, inclusi il legamento crociato anteriore e posteriore.